# Байрами, Адриан
Адриан Байрами (алб. Adrian Bajrami; род. 5 апреля 2002, Лангенталь, Швейцария) — албанский футболист, защитник клуба «Бенфика» и сборной Албании.

## Карьера
Играл в молодёжных командах «Лангенталя» и «Янг Бойз». В августе 2018 года перешёл в молодёжку лиссабонской «Бенфики». В июле 2022 года попал во вторую команду клуба. Дебютировал в Лиге Сабсег в матче с «Академику Визеу». 

## Карьера в сборной
Играл за сборную Швейцарии до 18 лет. Позже продолжил выступать за команды Албании. В июне 2022 года был вызван в национальную сборную Албании. Дебютировал 13 июня 2022 года в товарищеской игре с Эстонией. 